# Eremomycetaceae
Eremomycetaceae es una familia de hongos con una ubicación taxonómica incierta en la clase Dothideomycetes.